# Scinax jolyi
Scinax jolyi là một loài ếch trong họ Nhái bén. Chúng là loài đặc hữu của Guyane thuộc Pháp.
Các môi trường sống tự nhiên của chúng là các khu rừng ẩm ướt đất thấp nhiệt đới hoặc cận nhiệt đới và đầm nước.